# Gendarmerie grecque

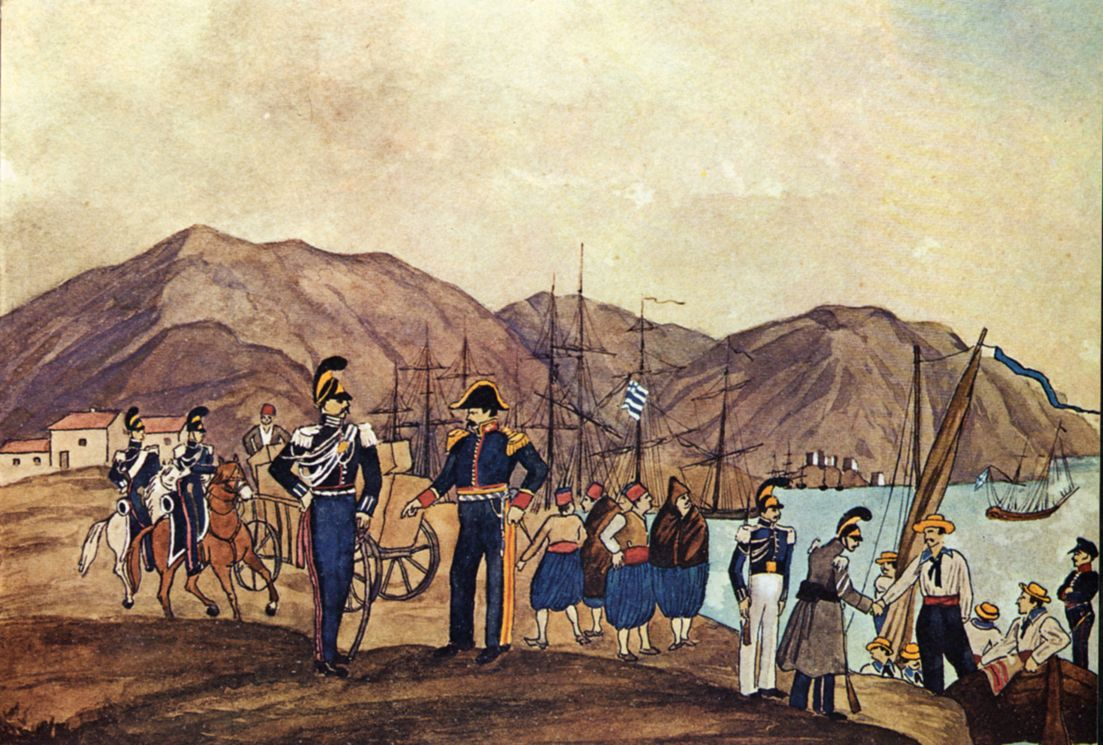
Gendarmes grecs à Chalcis dans les années 1830.

La gendarmerie grecque (en grec moderne : Ελληνική Χωροφυλακή / Elliniki Chorofylaki) était une force de police jusqu'en 1984, année où elle fusionna avec la Police des villes pour former la Police grecque. 
La gendarmerie grecque témoigne de l'influence militaire de la France et fut créée par le roi Othon Ier de Grèce en 1833 sous l'autorité du ministre de la guerre. Elle demeura ainsi « royale » pendant toute la durée de la monarchie et ne perdit ce titre qu'en 1973.
Durant ces 140 ans d'histoire militaire grecque, la gendarmerie grecque fut impliquée dans les guerres balkaniques, la Grande Guerre, la Seconde Guerre mondiale et la guerre civile grecque.